# Jerusalem Center for Public Affairs

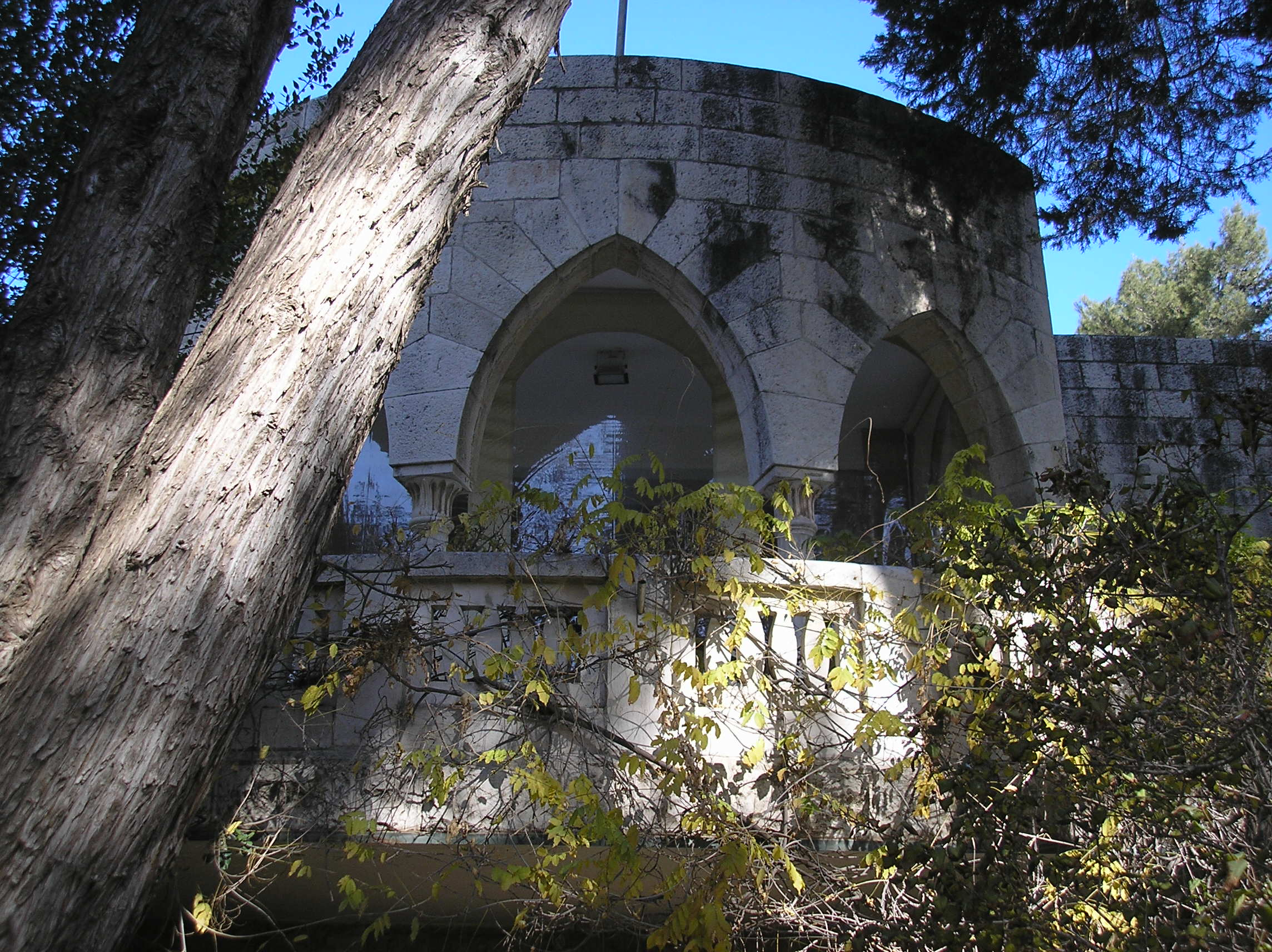
Beit Milken

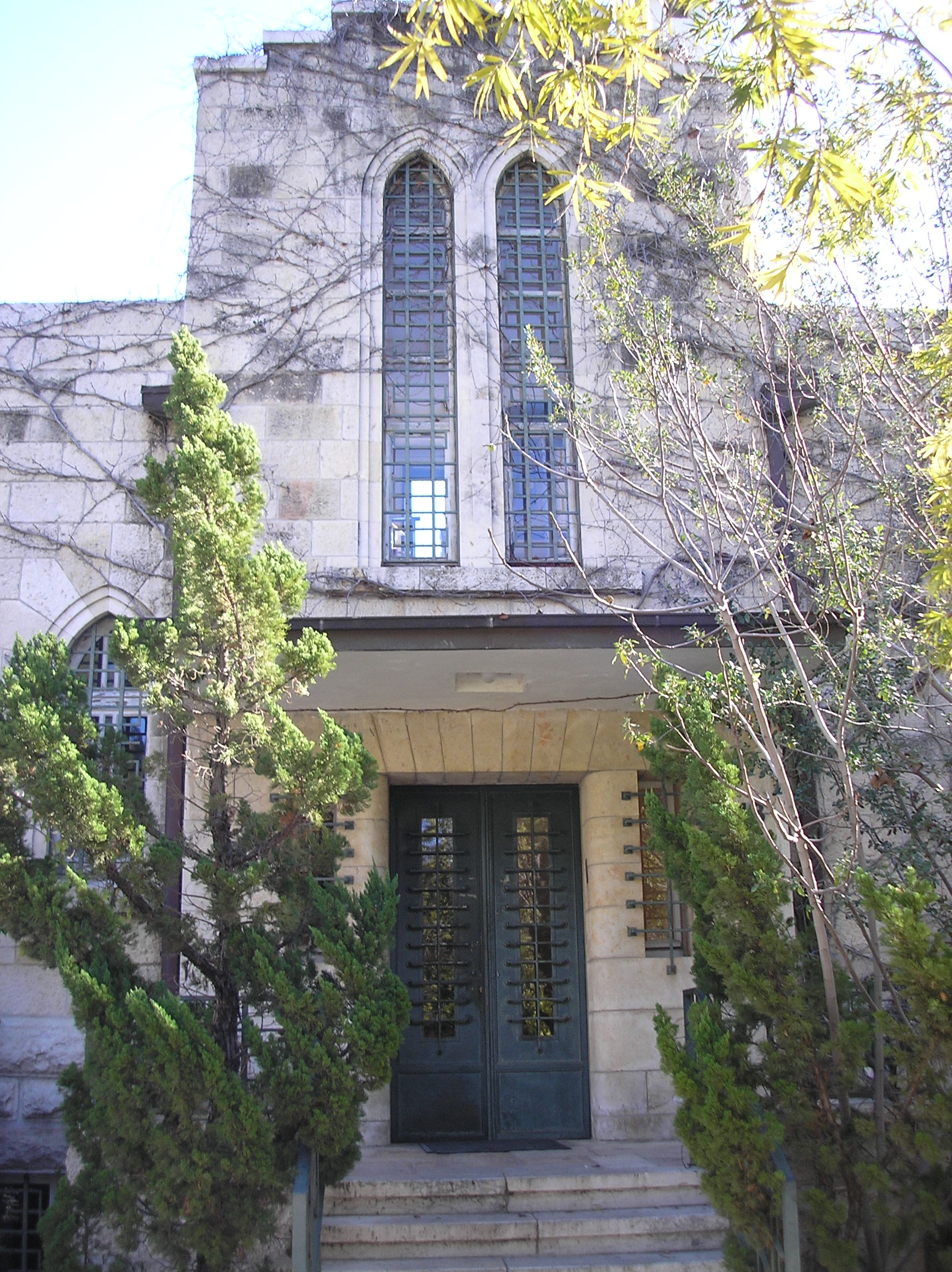
JCPA kantoor in Katamon

Het Jerusalem Center for Public Affairs (JCPA)of Jerusalem Center for Security and Foreign Affairs (JCFA) is een Israëlische denktank en lobbygroep die opkomt voor de belangen van Israël. Volgens de eigen website dient de organisatie als "Israël's globale ambassade voor nationale veiligheid en toegepaste diplomatie". Het centrum is gevestigd in Jeruzalem en wordt geleid door de Amerikaans-Israëlische oud-diplomaat Dore Gold. Sinds zijn aftreden in 2022 gaat het centrum door als Jerusalem Center for Security and Foreign Affairs (JCFA). De website blijft dezelfde.
Het JCPA publiceert voornamelijk artikelen over de internationale positie van Israël, Israëls rol in het Israëlisch-Palestijns conflict en het onderwerp terrorisme in het Midden-Oosten.

## Donaties
In 2015 onthulde de krant Haaretz, dat Sheldon Adelson een van hoofdfinanciers van het JCPA was. In 2012 doneerde hij een miljoen dollar aan het JCPA via een ander door Dore Gold geleid instituut. Adelson is een fervente aanhanger van oud-premier Benjamin Netanyahu en voorstander van kolonisering van de Westelijke Jordaanoever en hij zou er voor hebben gepleit om de financiële hulp aan te Palestijnen te korten.

## Geschiedenis
Het Jerusalem Center for Public Affairs is opgericht in 1978 door Daniel Elazar als een overkoepelende organisatie van het ‘Center for Jewish Community Studies’ en het ‘Jerusalem Institute for Federal Studies’. Het gebouw waar de organisatie zetelt heet ‘Beit Milken’ (vert. ‘Huis Milken’), vernoemd naar de familie Milken. Tussen 1957-1980 diende het als de Ambassade van Uruguay, totdat Uruguay besloot om haar ambassade naar Tel Aviv te verhuizen. In 1989 werd het complete gebouw van 1.200 ton, 16 meter verplaatst naar de huidige locatie.

## Leiding en politieke oriëntatie
Het instituut wordt sinds 2000 geleid door de Amerikaans-Israëlische oud-diplomaat Dore Gold. Hij is de Israëlische oud-ambassadeur bij de Verenigde Naties (VN), en voormalig adviseur op het terrein van buitenlands beleid voor premier Ariel Sharon, en Benjamin Netanyahu tijdens diens eerste ambtstermijn.

## Instituten en publicaties
In samenwerking met de Wechsler Family Foundation richtte het JCPA het ‘Institute for Contemporary Affairs’ (ICA) op. De huidige directeur van het ICA is ambassadeur Alan Baker. 
Ook publiceert het JCPA via ICA het halfjaarlijkse ‘Strategic Perspectives’; dat zijn speciale verslagen die studies presenteren over de Israëlische veiligheid en diplomatieke onderwerpen door het ‘Contributing Editors’ bestuur van ICA. JCPA is tevens de uitgever van het ‘Jewish Political Studies Review’, een wetenschappelijk tijdschrift waarin artikelen over Joodse publieke zaken, Joodse instellingen en gedrag, en het Joodse politieke denken worden gepubliceerd. Het wordt twee keer per jaar uitgegeven.